# Stratiomyoidea
Stratiomyoidea (Hendel, 1928), è una superfamiglia di Insetti dell'ordine dei Ditteri, sottordine Brachycera ed unico raggruppamento sistematico compreso nell'infraordine Stratiomyomorpha Woodley, 1989.

## Descrizione
La superfamiglia degli Stratiomyoidea si presenta eterogenea sotto l'aspetto morfologico. Negli adulti, i caratteri comuni a tutti gli Stratiomyoidea consistono nella struttura delle antenne e della suddivisione del radio. Le antenne hanno una struttura primitiva: come nella generalità dei Brachiceri, i primi tre articoli (scapo, pedicello e primo flagellomero) sono ben sviluppati ed evidenti, in particolare il primo flagellomero, che in genere si presenta più grosso degli altri segmenti; gli altri flagellomeri formano, invece dell'arista, una struttura segmentata in cui sono riconoscibili gli antennomeri, di forma anulare. Solo in alcuni Stratiomyidae, i flagellomeri distali tendono a fondersi formando un'arista rudimentale. La nervatura alare presenta il settore radiale diviso in tre branche, R2+3, R4 e R5. Fanno eccezione solo gli Stratiomyidae della sottofamiglia Chiromyzinae. Una caratteristica morfologica propria dei soli Pantophthalmidae è la dimensione del corpo: in questa famiglia sono comprese, infatti, alcune specie che si annoverano fra le più grandi nell'ambito dei Ditteri, raggiungendo anche i 10 cm di apertura alare.
La pupa è obtecta come negli altri brachiceri primitivi, ma a differenza di questi si sviluppano in un pupario rudimentale formato dall'exuvia dell'ultimo stadio larvale.
Le larve hanno habitat acquatico oppure terrestre e si comportano nella generalità dei casi come saprofaghe a spese di materiale organico in decomposizione.

## Sistematica
La superfamiglia, inquadrata nelle più recenti classificazioni nell'infraordine degli Stratiomyomorpha, su base filogenetica, comprende tre piccole famiglie di Ditteri Ortorrafi, di cui quella più rappresentativa per numero di specie, notorietà e distribuzione è quella degli Stratiomyidae:
- Pantophthalmidae (syn. Acanthomeriidae). È una piccola famiglia rappresentata solo nella neotropicale. In passato era ripartita in più generi, attualmente riuniti tutti nel genere Pantophthalmus (syn. Acanthomera, Atopomyia, Rhaphiorhynchus), al quale si aggiunge il genere Opetiops con la sola specie Opetiops alienus.
- Stratiomyidae. È una famiglia cosmopolita ma con una notevole biodiversità nelle regioni tropicali. Comprendente insetti denominati comunemente, in inglese, soldier flies ("mosche soldato"). Nel complesso si conoscono oltre 2000 specie ripartite in 400 generi. La tassonomia suddivide gli Stratiomyidae in 12 sottofamiglie:
  - Antissinae. Comprende 6 generi a diffusione neotropicale e australasiana.
  - Beridinae. Cosmopolita, comprende 34 generi.
  - Chiromyzinae. In passato era denominata Metoponiinae, in base al genere Metoponia, ma esistendo una sinonimia con un genere di Lepidotteri, Metoponia è stato rinominato Inopus e per la sottofamiglia di è derivato il nome dal genere Chiromyza. Ha un'ampia diffusione neotropicale e australasiana e comprende 14 generi.
  - Chrysochlorininae. Piccola sottofamiglia a distribuzione neotropicale e australasiana, comprende 8 generi.
  - Clitellariinae. Cosmopolita, comprende 40 generi.
  - Hermetiinae. Cosmopolita, comprende 5 generi.
  - Pachygasterinae. Cosmopolita, comprende 178 generi.
  - Parhadrestiinae. Piccola sottofamiglia, comprende il solo genere Parhadrestia, con due specie rare entrambe localizzate in Cile.
  - Sarginae. Cosmopolita, comprende 23 generi.
  - Nemotelinae. Cosmopolita, comprende 4 generi.
  - Stratiomyinae. Cosmopolita, è la sottofamiglia più ricca di specie. Comprende 47 generi.
  - Raphiocerinae. Comprende 23 generi. Quasi tutte le specie hanno un areale neotropicale. Fanno eccezione le specie Raphiocera orientalis, segnalata nella regione australasiana (nel territorio indonesiano della Nuova Guinea), e Rhaphioceroides pendleburyi, segnalata nella regione orientale (Thailandia). BAYLESS (2008) cita anche la specie Timorimyia bidentata Frey, 1934, segnalata nell'isola di Timor[1], ma secondo altre fonti, questa specie sarebbe classificata come Acanthasargus bidentata Frey, 1934, e rientrerebbe quindi fra gli Stratiomyinae[2].
- Xylomyidae (syn. Volvidae). È una piccola famiglia cosmopolita, maggiormente rappresentata in Asia. Comprende alcune decine di specie ripartite in quattro generi:  Arthropeina, Coenomyiodes e Xylomya.

## Filogenesi
Nell'albero filogenetico, gli Stratiomyomorpha formano un clade monofiletico con il ramo Tabanomorpha + Xylophagomorpha, al quale sono correlati per le sinapomorfie relative alla catena gangliare ventrale. Il clade si colloca su un ramo collaterale a quello dei restanti Brachiceri, identificati nei Muscomorpha, e si configura come il raggruppamento più primitivo fra i Brachiceri.
Il cladogramma degli Stratiomyomorpha vede una stretta correlazione fra gli Xylomyidae e gli Stratiomyidae, mentre il numero di sinapomorfie si riduce sensibilmente includendo i Pantophthalmidae. In definitiva la collocazione cladistica dell'infraordine è riassunta nel seguente schema:
|  | Pantophthalmidae                                             |
|  |                                                              |
|  | \| \| Xylomyidae \| \| \| \| \| \| Stratiomyidae \| \| \| \| |
|  |                                                              |
|  | Xylomyidae                                                   |
|  |                                                              |
|  | Stratiomyidae                                                |
|  |                                                              |

|  | Xylomyidae    |
|  |               |
|  | Stratiomyidae |
|  |               |

|  | Xylophagomorpha |
|  |                 |
|  | Tabanomorpha    |
|  |                 |

|  | Pantophthalmidae                                             |
|  |                                                              |
|  | \| \| Xylomyidae \| \| \| \| \| \| Stratiomyidae \| \| \| \| |
|  |                                                              |
|  | Xylomyidae                                                   |
|  |                                                              |
|  | Stratiomyidae                                                |
|  |                                                              |

|  | Xylomyidae    |
|  |               |
|  | Stratiomyidae |
|  |               |

|  | Xylophagomorpha |
|  |                 |
|  | Tabanomorpha    |
|  |                 |

|  | Pantophthalmidae                                             |
|  |                                                              |
|  | \| \| Xylomyidae \| \| \| \| \| \| Stratiomyidae \| \| \| \| |
|  |                                                              |
|  | Xylomyidae                                                   |
|  |                                                              |
|  | Stratiomyidae                                                |
|  |                                                              |

|  | Xylomyidae    |
|  |               |
|  | Stratiomyidae |
|  |               |

|  | Xylophagomorpha |
|  |                 |
|  | Tabanomorpha    |
|  |                 |

|  | Pantophthalmidae                                             |
|  |                                                              |
|  | \| \| Xylomyidae \| \| \| \| \| \| Stratiomyidae \| \| \| \| |
|  |                                                              |
|  | Xylomyidae                                                   |
|  |                                                              |
|  | Stratiomyidae                                                |
|  |                                                              |

|  | Xylomyidae    |
|  |               |
|  | Stratiomyidae |
|  |               |

|  | Xylophagomorpha |
|  |                 |
|  | Tabanomorpha    |
|  |                 |